# Gliese 422 b
Gliese 422 b (GJ 422 b) est une exoplanète découverte en 2014, en orbite autour de la naine rouge Gliese 422 également connue sous le nom d'étoile d'Innes. Elle est située à une distance de 41,3 années-lumière, dans la constellation de la Carène. À l'heure actuelle (2018) aucune autre planète n'a été repérée dans ce système.

## Caractéristiques physiques
Son demi grand axe est de 0,12 UA. La planète orbite ainsi à l'intérieur de la zone habitable de Gliese 422, qui s'étend de 0,11 à 0,21 UA. Sa période orbitale est de 26 jours terrestres. Avec une masse minimum de 5 fois celle de la Terre ce pourrait être une super-Terre si elle est gazeuse ou une mini-Neptune si elle est gazeuse.

## Habitabilité
En supposant que la planète est rocheuse et que la densité de son atmosphère est proche de celle de la Terre, la température moyenne en surface est estimée à 3 °C. Mais, compte tenu de la masse importante de cette planète, il est possible que l'atmosphère soit beaucoup plus dense que celle de la terre, avec un fort effet de serre se traduisant par une température moyenne plus élevée.
L'indice de similarité avec la Terre est de 71 %, plus élevé que celui de la planète Mars (64 %), mais on connait quelques autres exoplanètes avec un indice supérieur.

## Sources
- (en) The Extrasolar Planet Encyclopaedia — GJ 422 b